# 拉沙佩勒讷沃 (阿摩尔滨海省)
拉沙佩勒讷沃（法語：La Chapelle-Neuve，法語發音：[la ʃapɛl nœv]，意为“新的小圣堂”）是法国阿摩尔滨海省的一个市镇，位于该省西部，属于甘冈区。

## 地理
拉沙佩勒讷沃（48°27'43"N, 3°25'14"W）面积23.78 平方千米，位于法国布列塔尼大區阿摩尔滨海省，该省份为法国西北部沿海省份，位于布列塔尼半岛北部，北濒大西洋英吉利海峡，西接菲尼斯泰尔省，南至莫尔比昂省，东临伊勒-维莱讷省。
与拉沙佩勒讷沃接壤的市镇（或旧市镇、城区）包括：卡拉内勒、卡拉克、洛吉维普卢格拉斯、洛于埃克、普卢贡韦尔。

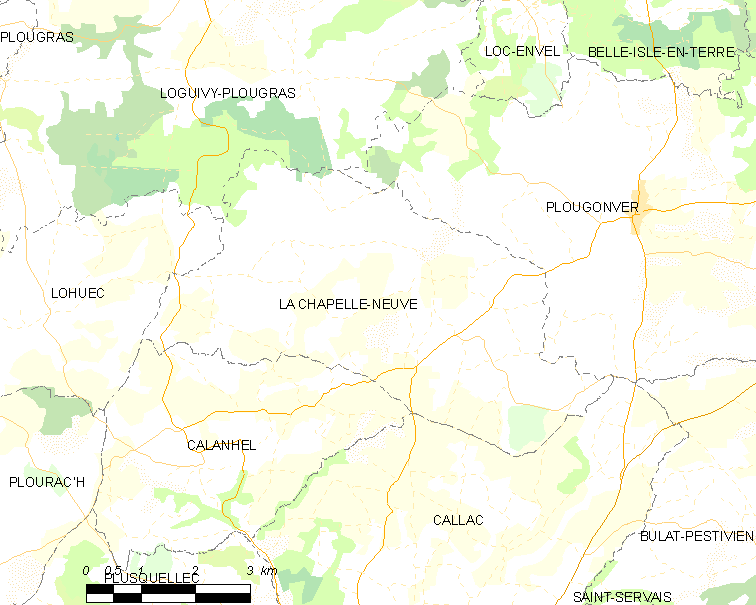
的OSM定位图

拉沙佩勒讷沃的时区为UTC+01:00、UTC+02:00（夏令时）。

## 行政
拉沙佩勒讷沃的邮政编码为22160，INSEE市镇编码为22037。

## 政治
拉沙佩勒讷沃所属的省级选区为卡拉克县。

## 人口

1962-2008年间人口变化图示

拉沙佩勒讷沃于2022年1月1日时的人口数量为403人。